# Gran Premio d'Italia 1994
Il Gran Premio d'Italia 1994 fu una gara di Formula 1, disputatasi l'11 settembre 1994 all'Autodromo nazionale di Monza. Fu la dodicesima prova del mondiale 1994 e vide la vittoria di Damon Hill su Williams, seguìto da Berger su Ferrari e da Hakkinen su Mclaren. Il circuito fu modificato e reso più stretto alla seconda di Lesmo per motivi di sicurezza a seguito di quanto successo ad Imola.
Il leader del mondiale, Michael Schumacher, non partecipò alla gara, perché scontava la squalifica che gli era stata inflitta dopo il Gran Premio di Gran Bretagna fino al Gran Premio del Portogallo. Il suo posto, sulla Benetton numero 5, fu occupato da JJ Lehto.

## Qualifiche
Le qualifiche furono caratterizzate dalla conquista della prima fila da parte delle Ferrari, palesemente avvantaggiate, sui rettilinei del circuito di Monza, dalla potenza del motore V12.
In particolare Alesi riuscì ad aggiudicarsi la pole position per la prima volta in carriera.
Da segnalare il quarto posto conquistato da Johnny Herbert, alla guida di una Lotus più competitiva del solito, e le posizioni delle due Benetton (decimo Jos Verstappen e ventesimo JJ Lehto), che sorpresero in negativo, dato il primo posto momentaneo nella classifica costruttori della squadra inglese.
| Pos                     | N  | Pilota                | Costruttore/Motore | Tempo/Ritiro | Distacco |
| ----------------------- | -- | --------------------- | ------------------ | ------------ | -------- |
| 1                       | 27 | Jean Alesi            | Ferrari            | 1:23.844     |          |
| 2                       | 28 | Gerhard Berger        | Ferrari            | 1:23.978     | +0.134   |
| 3                       | 0  | Damon Hill            | Williams-Renault   | 1:24.158     | +0.314   |
| 4                       | 12 | Johnny Herbert        | Lotus-Mugen-Honda  | 1:24.374     | +0.530   |
| 5                       | 2  | David Coulthard       | Williams-Renault   | 1:24.502     | +0.658   |
| 6                       | 26 | Olivier Panis         | Ligier-Renault     | 1:25.455     | +1.611   |
| 7                       | 7  | Mika Häkkinen         | McLaren-Peugeot    | 1:25.528     | +1.684   |
| 8                       | 29 | Andrea De Cesaris     | Sauber-Mercedes    | 1:25.540     | +1.696   |
| 9                       | 15 | Eddie Irvine          | Jordan-Hart        | 1:25.568     | +1.724   |
| 10                      | 6  | Jos Verstappen        | Benetton-Ford      | 1:25.618     | +1.774   |
| 11                      | 30 | Heinz-Harald Frentzen | Sauber-Mercedes    | 1:25.628     | +1.784   |
| 12                      | 25 | Éric Bernard          | Ligier-Renault     | 1:25.718     | +1.874   |
| 13                      | 11 | Alessandro Zanardi    | Lotus-Mugen-Honda  | 1:25.733     | +1.889   |
| 14                      | 3  | Ukyo Katayama         | Tyrrell-Yamaha     | 1:25.889     | +2.045   |
| 15                      | 8  | Martin Brundle        | McLaren-Peugeot    | 1:25.933     | +2.089   |
| 16                      | 14 | Rubens Barrichello    | Jordan-Hart        | 1:25.946     | +2.102   |
| 17                      | 10 | Gianni Morbidelli     | Footwork-Ford      | 1:26.002     | +2.158   |
| 18                      | 23 | Pierluigi Martini     | Minardi-Ford       | 1:26.056     | +2.212   |
| 19                      | 9  | Christian Fittipaldi  | Footwork-Ford      | 1:26.337     | +2.493   |
| 20                      | 5  | Jyrki Järvilehto      | Benetton-Ford      | 1:26.384     | +2.540   |
| 21                      | 4  | Mark Blundell         | Tyrrell-Yamaha     | 1:26.574     | +2.730   |
| 22                      | 24 | Michele Alboreto      | Minardi-Ford       | 1:26.832     | +2.988   |
| 23                      | 19 | Yannick Dalmas        | Larrousse-Ford     | 1:27.846     | +4.002   |
| 24                      | 20 | Érik Comas            | Larrousse-Ford     | 1:27.894     | +4.050   |
| 25                      | 32 | Jean-Marc Gounon      | Simtek-Ford        | 1:28.353     | +4.509   |
| 26                      | 31 | David Brabham         | Simtek-Ford        | 1:28.619     | +4.775   |
| Vetture non qualificate |    |                       |                    |              |          |
| NQ                      | 34 | Bertrand Gachot       | Pacific-Ilmor      | 1:31.387     | +7.543   |
| NQ                      | 33 | Paul Belmondo         | Pacific-Ilmor      | 1:32.035     | +8.191   |

## Gara
Subito dopo la partenza, alla prima curva, Irvine ritardò troppo la frenata andando a toccare il retrotreno della Lotus di Herbert, che andò in testacoda. A seguito di questo contatto, andò fuori pista Panis, si girò anche Coulthard e altre vetture rimasero ferme in mezzo alla pista.
La direzione decise di sospendere la gara e di farla ripartire.
La seconda partenza fu regolare e nei primi 13 giri dominò la gara Jean Alesi che guadagnò più di dieci secondi sugli inseguitori. Al giro 14 il pilota francese della Ferrari rientrò ai box per il primo pit-stop, ma al momento della ripartenza dalla piazzola ci fu un guasto alla trasmissione della sua Ferrari che lo costrinse al ritiro.
Dunque la gara proseguì con Berger in prima posizione e le due Williams di Hill e Coulthard subito dietro. Tuttavia, poco dopo, anche Berger perse la leadership in un pit-stop, stavolta, troppo lento: nella ripartenza dalla piazzola dei box, il pilota austriaco fu ostacolato da una Ligier, anch'essa rientrante ai box. Il pilota Ferrari, dunque, perse la posizione a vantaggio delle Williams.
A questo punto sembrò fatta per una doppietta della squadra di Grove, ma, proprio all'ultima curva prima della bandiera a scacchi, Coulthard fu costretto al ritiro per mancanza di benzina. Così la gara si concluse con la vittoria di Damon Hill, in seconda posizione Berger e in terza Hakkinen.
| Pos | N. | Pilota                | Scuderia          | Giri | Tempo/Ritiro                     | P.al via | Punti |
| --- | -- | --------------------- | ----------------- | ---- | -------------------------------- | -------- | ----- |
| 1   | 0  | Damon Hill            | Williams-Renault  | 53   | 1:18:02.754                      | 3        | 10    |
| 2   | 28 | Gerhard Berger        | Ferrari           | 53   | +4.930                           | 2        | 6     |
| 3   | 7  | Mika Häkkinen         | McLaren-Peugeot   | 53   | +25.640                          | 7        | 4     |
| 4   | 14 | Rubens Barrichello    | Jordan-Hart       | 53   | +50.634                          | 16       | 3     |
| 5   | 8  | Martin Brundle        | McLaren-Peugeot   | 53   | +1:25.575                        | 15       | 2     |
| 6   | 2  | David Coulthard       | Williams-Renault  | 52   | Fine benzina                     | 5        | 1     |
| 7   | 25 | Éric Bernard          | Ligier-Renault    | 52   | +1 giro                          | 12       |       |
| 8   | 20 | Érik Comas            | Larrousse-Ford    | 52   | +1 giro                          | 24       |       |
| 9   | 5  | Jyrki Järvilehto      | Benetton-Ford     | 52   | +1 giro                          | 20       |       |
| 10  | 26 | Olivier Panis         | Ligier-Renault    | 51   | +2 giri                          | 6        |       |
| Rit | 31 | David Brabham         | Simtek-Ford       | 46   | Foratura                         | 26       |       |
| Rit | 3  | Ukyo Katayama         | Tyrrell-Yamaha    | 45   | Testacoda                        | 14       |       |
| Rit | 9  | Christian Fittipaldi  | Footwork-Ford     | 43   | Motore                           | 19       |       |
| Rit | 15 | Eddie Irvine          | Jordan-Hart       | 41   | Motore                           | 9        |       |
| Rit | 4  | Mark Blundell         | Tyrrell-Yamaha    | 39   | Testacoda                        | 21       |       |
| Rit | 23 | Pierluigi Martini     | Minardi-Ford      | 30   | Testacoda                        | 18       |       |
| Rit | 24 | Michele Alboreto      | Minardi-Ford      | 28   | Cambio                           | 22       |       |
| Rit | 30 | Heinz-Harald Frentzen | Sauber-Mercedes   | 22   | Motore                           | 11       |       |
| Rit | 29 | Andrea De Cesaris     | Sauber-Mercedes   | 20   | Motore                           | 8        |       |
| Rit | 32 | Jean-Marc Gounon      | Simtek-Ford       | 20   | Cambio                           | 25       |       |
| Rit | 19 | Yannick Dalmas        | Larrousse-Ford    | 18   | Testacoda                        | 23       |       |
| Rit | 27 | Jean Alesi            | Ferrari           | 14   | Trasmissione                     | 1        |       |
| Rit | 12 | Johnny Herbert        | Lotus-Mugen-Honda | 13   | Alternatore                      | 4        |       |
| Rit | 6  | Jos Verstappen        | Benetton-Ford     | 0    | Collisione alla seconda partenza | 10       |       |
| Rit | 11 | Alessandro Zanardi    | Lotus-Mugen-Honda | 0    | Collisione alla seconda partenza | 13       |       |
| Rit | 10 | Gianni Morbidelli     | Footwork-Ford     | 0    | Uscita di pista                  | 17       |       |
| NQ  | 34 | Bertrand Gachot       | Pacific-Ilmor     |      |                                  |          |       |
| NQ  | 33 | Paul Belmondo         | Pacific-Ilmor     |      |                                  |          |       |

## Classifiche

### Piloti
| Pos | Pilota                | Punti |
| --- | --------------------- | ----- |
| 1   | Michael Schumacher    | 76    |
| 2   | Damon Hill            | 65    |
| 3   | Gerhard Berger        | 33    |
| 4   | Jean Alesi            | 19    |
| 5   | Mika Häkkinen         | 18    |
| 6   | Rubens Barrichello    | 13    |
| 7   | Martin Brundle        | 11    |
| 8   | Jos Verstappen        | 8     |
| =   | Mark Blundell         | 8     |
| =   | David Coulthard       | 8     |
| 11  | Olivier Panis         | 7     |
| 12  | Nicola Larini         | 6     |
| =   | Christian Fittipaldi  | 6     |
| 14  | Heinz Harald Frentzen | 5     |
| =   | Ukyo Katayama         | 5     |
| 16  | Karl Wendlinger       | 4     |
| =   | Andrea De Cesaris     | 4     |
| =   | Pierluigi Martini     | 4     |
| =   | Éric Bernard          | 4     |
| 20  | Gianni Morbidelli     | 3     |
| 21  | Érik Comas            | 2     |
| 22  | Michele Alboreto      | 1     |
| =   | Eddie Irvine          | 1     |
| =   | JJ Lehto              | 1     |

### Costruttori
| Pos | Team      | Punti |
| --- | --------- | ----- |
| 1   | Benetton  | 85    |
| 2   | Williams  | 73    |
| 3   | Ferrari   | 58    |
| 4   | McLaren   | 29    |
| 5   | Jordan    | 17    |
| 6   | Tyrrell   | 13    |
| 7   | Ligier    | 11    |
| 8   | Sauber    | 10    |
| 9   | Footwork  | 9     |
| 10  | Minardi   | 5     |
| 11  | Larrousse | 2     |